# دومينيك غريم
دومينيك غريم (بالإنجليزية: Dominic Grimm)‏ هو مجدف أسترالي، ولد في 14 يناير 1988 في سيدني في أستراليا.

## وصلات خارجية
- دومينيك غريم على موقع الاتحاد الدولي للتجديف (الإنجليزية)